# Věcný katalog
Věcný katalog je druh sekundárního informačního zdroje, v němž jsou řazeny katalogizační záznamy dokumentů dané knihovny nebo knihoven (v případě souborných katalogů) dle obsahových, věcných hledisek. Česká terminologická databáze knihovnictví a informační vědy TDKIV definuje věcný katalog (subject catalogue) jako „lístkový katalog, v němž jsou pro řazení záznamů určující věcné údaje o dokumentech.“ Avšak v současné době, kdy je většina knihovních procesů částečně či dokonce plně automatizována, je třeba chápání dané definice rozšířit také o věcné katalogy v elektronické podobě. Ačkoliv tyto katalogy nemají vlastní "samostatnou podobu", jak tomu je u katalogů lístkových, vyhledávání katalogizačních záznamů v elektronickém katalogu dle obsahových, věcných údajů lze pojmout jako svébytnou formu věcného katalogu. Pokud odhlédneme od formy, rozlišujeme dva druhy věcných katalogů: předmětový a systematický.

## Předmětový katalog

### Předmětové heslo
V předmětovém katalogu jsou záznamy dokumentů řazeny abecedně dle prvního slova předmětového hesla (PH). Tvorba předmětových hesel vychází z normy ČSN ISO 5127-2003. Podle této normy je PH „záhlaví užívané k uspořádání záznamů dokumentů s podobným obsahem.“ Výstižnější definici nabízí databáze TDKIV. Dle ní je PH „jednoslovný nebo víceslovný formálně upravený výraz používaný pro vyjádření obsahu, popř. i formy dokumentu.“
Předmětové heslo může být buď jednočlenné, např. rodina, nebo vícečlenné, např. sociálně ohrožené rodiny. Tato vícečlenná hesla tvoří tzv. řetězec předmětového hesla. V prostředí manuálně zpracovávaných katalogů bylo nezbytným pravidlem při vytváření těchto hesel zachovávání substantivní inverze, kdy byl kladen maximální důraz na slovo v řadicí pozici. V současné době (21. stol.) se však díky možnostem strojového zpracování a fulltextového vyhledávání od užívání substantivní inverze upouští a je preferován přirozený pořádek slov. Předmětová hesla nemohou být tvořena volně, pouze na základě obsahové analýzy dokumentu, ale vždy musí vycházet také z platného souboru autorit.

#### Soubor autorit
Soubor autorit je tvořen ověřenými a unifikovanými jmennými nebo věcnými selekčními údaji, určenými pro zpracování a vyhledávání dokumentů. Je opatřen nezbytným odkazovým aparátem, který tvoří systém odkazů:  vylučovacích, přidružovacích, nadřazených pojmů a podřazených pojmů.
Předmětová hesla tak patří k prekoordinovaným selekčním jazykům, tzn. že „jednotlivá slova jsou syntakticky uspořádána již v průběhu pořádání a označování témat dokumentů příslušnými znaky se děje před uložením do informační paměti.“ Všechna předmětová hesla ze souboru autorit jsou opatřena znaky MDT a jsou tak propojena se systematickým katalogem.

### Klíčové slovo
Téma dokumentu však může být vyjádřeno také klíčovými slovy. Ta naopak patří k  postkoordinovaným selekčním jazykům, tzn. že jednotlivá, vzájemně izolovaná slova nebo sousloví jsou k sobě přiřazována volně, bez pevně stanovené podoby zápisu, a to na základě formulace rešeršního dotazu. Klíčová slova jsou chápána jako „informačně významné lexikální jednotky, které vyjadřují co nejpřesněji obsah (předmět, dílčí téma) dokumentu.“ Zapisují se v přirozeném pořádku slov. V katalogizačních záznamech je v současné době zápis klíčových slov omezen na nezbytně nutné případy, kdy téma nelze vyjádřit předmětovými hesly z důvodu jeho novosti, nízké frekventovanosti nebo specifičnosti. Důvodem omezení tohoto zápisu je zahlcení záznamů nepotřebnými údaji a následná redukce dat.

## Systematický katalog
Systematický katalog je „věcný knihovní katalog, v němž jsou záznamy o dokumentech uspořádány systematicky podle klasifikačního systému." Klasifikační systém je tvořen množinou logicky uspořádaných pojmů a vztahů mezi těmito pojmy a je vyjádřen prostřednictvím klasifikačních tabulek. Mezi nejznámější klasifikační systémy patří:
- Deweyho desetinné třídění (DDC)
- Mezinárodní desetinné třídění (MDT)
- Třídění Kongresové knihovny (LCC)

V Česku je nejčastěji užívanou systematickou klasifikací MDT. MDT bylo u nás uplatňováno již v předpočítačové éře při tvorbě lístkových katalogizačních záznamů a katalogů. Jednalo se tehdy ještě o využívání plné notace MDT. V roce 1989 došlo k nahrazení této notace její zjednodušenou verzí obsahující pouze vybrané znaky MDT (v rozsahu přibližně 61.000 znaků). Garantem za zpracování v národním jazyce a za agendu MDT v ČR se po dohodě s Konsorciem v Haagu stala Národní knihovna ČR. Na základě této dohody došlo ke zpracování souboru znaků MDT (UDC Master Reference File – MRF), jež je užíván do současnosti. „Znaky MDT jsou určeny k systematickému zařazení tématu publikace do příslušného vědního oboru.“ Rovněž systematické selekční jazyky patří k prekoordinovaným selekčním jazykům.